# 蕭仁傑
蕭仁傑（英語：Chicken Rice，1981年－），綽號雞肉飯，台灣廣告、音樂錄影帶、電影美術指導。
創立雞設士工作室，作品涵蓋MV、廣告、電影等類型。曾與多位知名藝人合作拍攝mv，有蔡依林《play我呸》、《I'm Not Yours》、《怪美的》、蘇打綠 《你在煩惱什麼》、《太空人》、五月天《頑固》等作品。

## 影像作品

### 電影
- 2018年 《有五個姊姊的我就註定要單身了啊！》
- 2019年 《亡命之途》
- 2019年 《五月天人生無限公司3D》
- 2021年 《詭扯》
- 2025年 《有病才會喜歡你》

## 獎項紀錄

### 音樂錄影帶 美術指導作品
| 年份   | 單位         | 獎項             | 入圍作品      | 結果 |
| ------ | ------------ | ---------------- | ------------- | ---- |
| 2015年 | 第26屆金曲獎 | 最佳音樂錄影帶獎 | Play我呸      | 提名 |
| 2016年 | 第27屆金曲獎 | 最佳音樂錄影帶獎 | I'm Not Yours | 提名 |
| 2017年 | 第28屆金曲獎 | 最佳音樂錄影帶獎 | 頑固          | 提名 |
| 2019年 | 第30屆金曲獎 | 最佳音樂錄影帶獎 | 怪美的        | 提名 |

### 金馬獎
| 年份   | 獎項         | 影片     | 結果 |
| ------ | ------------ | -------- | ---- |
| 2019年 | 最佳美術設計 | 亡命之途 | 提名 |
| 2021年 | 最佳美術設計 | 詭扯     | 提名 |

## 外部連結
- （繁體中文） 雞設士工作室的Facebook專頁
- （繁體中文）Gee Art Design Studio Vimeo
- 蕭仁傑在台灣電影網上的資料（繁體中文）